# Guido Rotter
Guido Rotter (auch Guido Rotter d. Ä.; * 26. März 1860 in Grulich, Kaisertum Österreich; † 10. März 1940 in Hohenelbe, Reichsgau Sudetenland) war der Gründer der Studenten- und Schülerherbergen und ein Pionier auf dem Gebiet des Jugend-Herbergswesens, der damit entscheidend das Jugendwandern förderte. Außerdem war er Gründungspräsident des Österreichischen Skiverbandes.

## Leben
Guido Rotter stammte aus einer sudetendeutschen Textilfabrikantenfamilie. Nach dem Besuch der Technischen Hochschule Wien ging er 1882 als Leiter einer Niederlassung der elterlichen Flachsgarnspinnerei F. A. Rotter & Söhne nach Ober Hohenelbe im Riesengebirge. Dort gelang ihm eine Reihe von technischen Erfindungen.
Bald jedoch widmete er seine Zeit überwiegend den Schönheiten des Riesengebirges. Bereits 1883 wurde er Mitglied des Riesengebirgsvereins,  1902 der 2. Vorsitzende und 1911 der 1. Vorsitzende von dessen lokaler Gliederung. Obwohl er sein Studium bereits beendet hatte, kannte er die Bedürfnisse reiselustiger Studenten und wollte diesen ermöglichen, der Natur nahezukommen. Ähnlich den bereits existierenden Herbergen für wandernde Handwerksgesellen begann er für die studierende Jugend ein Netz von Unterkunftsstätten aufzubauen. So gründete er am 15. Juli 1884 in Hohenelbe im Haus von Karl Steudler die erste Herberge für Studenten und Schüler höherer Schulen. Später etablierte sich hierfür die Bezeichnung Studenten- und Schülerherberge. In der Auseinandersetzung mit zahlreichen Anfangsschwierigkeiten gelang es Guido Rotter, die finanzielle Unterstützung des aus dem Riesengebirge stammenden Marschendorfer Großindustriellen Prosper von Piette-Rivage zu erhalten. Außerdem überzeugte er den Riesengebirgsverein zur Übernahme des Protektorats über das Herbergswerk. Bis 1914 erweiterte sich das Netz auf 727 Studenten- und Schülerherbergen, die von 1884 bis 1914 insgesamt 565.049 Übernachtungen verzeichneten. 1928 entschloss sich Guido Rotter zur Zusammenarbeit mit dem Deutschen Jugendherbergswerk (DJH), in das die Studenten- und Schülerherbergen bis 1938 integriert wurden.
Guido Rotter förderte außerdem den Skisport und ist dafür verantwortlich, dass Vrchlabí als Wiege des Skisports in Mitteleuropa gilt. Er war Gründungspräsident des Österreichischen Skiverbandes. Sein Grab befindet sich in der klassizistischen Familiengruft auf dem Friedhof von Vrchlabí.

„Jeho hlavním cílem bylo zpřístupnit mladým nemajetným lidem krásy Krkonoš, motivovat je k turistice a zimním sportům, které propagoval. Už předtím byly v Alpách placené ubytovny pro turisty, unikátem vrchlabského herberku je, že to bylo první bezplatné zařízení tohoto druhu.“

„Sein Hauptziel war es, die Schönheit des Riesengebirges für junge, arme Menschen zugänglich zu machen und sie zum Wandern und zum Wintersport zu motivieren, den er förderte. Es gab schon früher bezahlte Herbergen für Touristen in den Alpen, und das Besondere an der Herberge in Vrchlabí ist, dass sie die erste kostenlose Einrichtung dieser Art war.“

## Ehrungen und Bewertungen
1939 wurde auf dem Deutschen Wandertag in Hirschberg eine Guido Rotter-Linde gepflanzt und die örtliche Jugendherberge in Guido Rotter-Jugendherberge umbenannt.
Eine Gedenktafel an seinem Grab erinnert seit 1940 an seine Tätigkeit als erster Präsident des Österreichischen Skiverbandes.  *
Die Herberge und Bildungsstätte auf Burg Hohenberg, die von 1955 bis 2014 vom Sudetendeutschen Sozial- und Bildungswerk betrieben wurde, trug ab 1960 als Jugendherberge ebenfalls den Namen von Guido Rotter. Bei der Benennung am 3. September 1960 wurde eine Gedenktafel für ihn angebracht und Guido Rotter in einer Ansprache von Bruno Schier als „jugendfreundliche und volksverbundene, weitblickende und konziliante Persönlichkeit altösterreichischer Prägung“ gewürdigt (Lage der Tafel).
Wenn Richard Schirrmann die Gründung der ersten Jugendherberge der Welt zugesprochen wird, ist das zwar formal korrekt, dabei wird jedoch Guido Rotter als entscheidender Pionier des Herbergswesens nur selten erwähnt.